# Турини-Барони (Мантова)
Турини-Барони је насеље у Италији у округу Мантова, региону Ломбардија.
Према процени из 2011. у насељу је живело 32 становника. Насеље се налази на надморској висини од 105 м.